# Stensjön (Los socken, Hälsingland, 686254-144233)
Stensjön är en sjö i Härjedalens kommun och Ljusdals kommun i Hälsingland och ingår i Ljusnans huvudavrinningsområde. Sjön har en area på 0,139 kvadratkilometer och ligger 349,1 meter över havet. Sjön avvattnas av vattendraget Voxnan.

## Delavrinningsområde
Stensjön ingår i det delavrinningsområde (686300-144219) som SMHI kallar för Utloppet av Stensjön. Medelhöjden är 401 meter över havet och ytan är 1,94 kvadratkilometer. Räknas de 9 avrinningsområdena uppströms in blir den ackumulerade arean 72,37 kvadratkilometer. Voxnan som avvattnar avrinningsområdet har biflödesordning 3, vilket innebär att vattnet flödar genom totalt 3 vattendrag innan det når havet efter 207 kilometer. Avrinningsområdet består mestadels av skog (55 procent). Avrinningsområdet har 0,13 kvadratkilometer vattenytor vilket ger det en sjöprocent på 6,6 procent.